# Zapadnooceanijski jezici
Zapadnooceanijski jezici velika grana oceanijskih jezika raširenih na području Solomonovih Otoka i Papue Nove Gvineje. Obuhvaća (230), to su: 
d1. Meso Melanesian (66):
a. Bali-Vitu (2): muduapa, uneapa;
b. Novoirski jezici/New Ireland (60): babatana, bannoni, barok, bilur, blablanga, cheke holo, duke, gao, ghanongga, guramalum, hahon, hakö, halia, hoava, kandas, kara, kokota, konomala, kuanua, kusaghe, label, laghu, lavatbura-lamusong, lawunuia, lihir, lungga, madak, mandara, marovo, minigir, mono, nalik, nehan, notsi, papapana, patpatar, petats, ramoaaina, ririo, roviana, saposa, siar-lak, simbo, solos, sursurunga, tangga, teop, tiang, tigak, tinputz, tomoip, torau, tungag, ughele, uruava, vaghua, vangunu, varisi, zabana, zazao;
c. Willaumez jezici (4): bola, bulu, meramera, nakanai;
d2. sjevernonovogvinejski jezici (102):
a. Huon Gulf jezici (30): adzera, aribwatsa, aribwaung, buang (2 jezika, mangga i mapos), bugawac, dambi, duwet, gorakor, hote, iwal, kapin, kela, kumalu, labu, mari, musom, nafi, numbami, patep, piu, vehes, wampar, wampur, watut (3 jezika, središnji, sjeverni i južni), yabem, yamap, zenag;
b. Ngero-Vitiaz jezici (43): aigon, aiklep, akolet, amara, apalik, arop-lukep, avau, awad bing, bariai, bebeli, bilbil, gedaged, gimi, gitua, karnai, karore, kaulong, kove, lamogai, lesing-gelimi, lote, lusi, malalamai, malasanga, maleu-kilenge, mamusi, mangseng, marik, mato, matukar, mbula, mengen, mindiri, miu, mouk-aria, mutu, ronji, sengseng,  sio, solong, takia, tami, wab,
c. Sarmi-Jayapura Bay jezici (13): anus, bonggo, kayupulau, liki, masimasi, ormu, podena, sobei, tarpia, tobati, wakde, yamna, yarsun;
d. Schouten jezici (16): arop-sissano, biem, kaiep, kairiru, kis, malol, manam, medebur, sepa, sera, sissano, terebu, tumleo, ulau-suain, wogeo, yakamul;
d3. Papuan Tip jezici (62):
a. nuklearni (jezgrovni)/Nuclear (42): anuki, are, arifama-miniafia, 'auhelawa, boselewa, buhutu, bunama, bwaidoka, bwanabwana, dawawa, diodio, dobu, doga, duau, galeya, gapapaiwa, ghayavi, gumawana, gweda, haigwai, iamalele, iduna, kakabai, kaninuwa, koluwawa, maiadomu, maisin, maiwala, minaveha, molima, mwatebu, oya'oya, saliba, sewa bay, suau, taupota, tawala, ubir, wa'ema, wagawaga, wedau, yakaikeke,
b. periferalni/Peripheral (20): abadi, bina, budibud, hula, keapara, kilivila, kuni, lala, magori, mekeo, misima-paneati, motu, muyuw, nimoa, ouma, sinaugoro, sudest, toura, waima, yoba.

## Vanjske poveznice
- Ethnologue (14th)
- Ethnologue (15th)